# NGC 1185
NGC 1185 è una galassia a spirale barrata situata nella costellazione dell'Eridano, a una distanza di circa 230 milioni di anni luce dalla nostra Via Lattea.

## Scoperta
La galassia è stata scoperta nel 1886 dall'astronomo statunitense Francis Leavenworth.

## Descrizione
NGC 1185 ha una classe di luminosità II e presenta una larga riga a 21 cm dell'idrogeno neutro.
NGC 1185 è una galassia di campo, cioè una galassia che non appartiene ad alcun ammasso o gruppo di galassie ed è quindi gravitazionalmente isolata.